# Myrcia atrorufa
Myrcia atrorufa är en myrtenväxtart som beskrevs av Mcvaugh. Myrcia atrorufa ingår i släktet Myrcia och familjen myrtenväxter.
Artens utbredningsområde är Peru. Inga underarter finns listade i Catalogue of Life.